# Arvid Franzen
Arvid "Frassen" Franzen, född 1899 i Göteborg, död 24 december 1961, var en svenskamerikansk dragspelare och orkesterledare.
Bland utflyttade skandinaver uppnådde Franzen berömmelse genom sina konserter och grammofonplattor. Han turnerade med dragspelare som Eric Olson och Ragnar Sundquist, och ledde en egen orkester i New York. Sommaren 1920 gjorde han en konsertresa till Sverige med Olson och John Lager.
Mellan 1919 och 1939 gjorde han grammofoninspelningar för Victor och Columbia, inledningsvis i form av duetter med Ragnar Sundquist, Eric Berg eller klarinettisten Nat Shilkret. Majoriteten av den inspelade repertoaren gjordes 1922, 1923, 1925 och 1926 tillsammans med John Lager. 1939 gjorde han inspelningar med Edwin Jahrl.
Franzen ingick i ackompanjemanget vid några inspelningar med Olle i Skratthult 1929, och den sommaren medföljde han på dennes turné i övre mellanvästern. I början på 1930-talet tillhörde Franzen den orkester som Antti Kosola, William Syrjälä och Viola Turpeinen hade på den finska mötesplatsen på Fifth Avenue. På 1940-talet uppträdde han med sin elev Walter Eriksson, med vilken han också gjorde skivinspelningar efter andra världskriget.